# 東畑町 (名古屋市)
東畑町（とうはたちょう）は愛知県名古屋市昭和区にある町名。現行行政地名は東畑町1丁目及び東畑町2丁目。住居表示未実施。

## 地理
名古屋市昭和区の中央部に位置し、東に阿由知通、西に鶴舞、南に御器所通、北に緑町に接する。町内は主に住宅地が占めている。

## 世帯数と人口
2019年（平成31年）1月1日現在の世帯数と人口は以下の通りである。
| 町丁   | 世帯数  | 人口  |
| ------ | ------- | ----- |
| 東畑町 | 391世帯 | 750人 |

## 学区
市立小・中学校に通う場合、学校等は以下の通りとなる。また、公立高等学校に通う場合の学区は以下の通りとなる。
| 番・番地等 | 小学校                 | 中学校               | 高等学校 |
| ---------- | ---------------------- | -------------------- | -------- |
| 全域       | 名古屋市立御器所小学校 | 名古屋市立桜山中学校 | 尾張学区 |

## その他

### 日本郵便
- 郵便番号 : 466-0014[2]（集配局：昭和郵便局[7]）。